# García Álvarez de Toledo, 1. Herzog von Alba

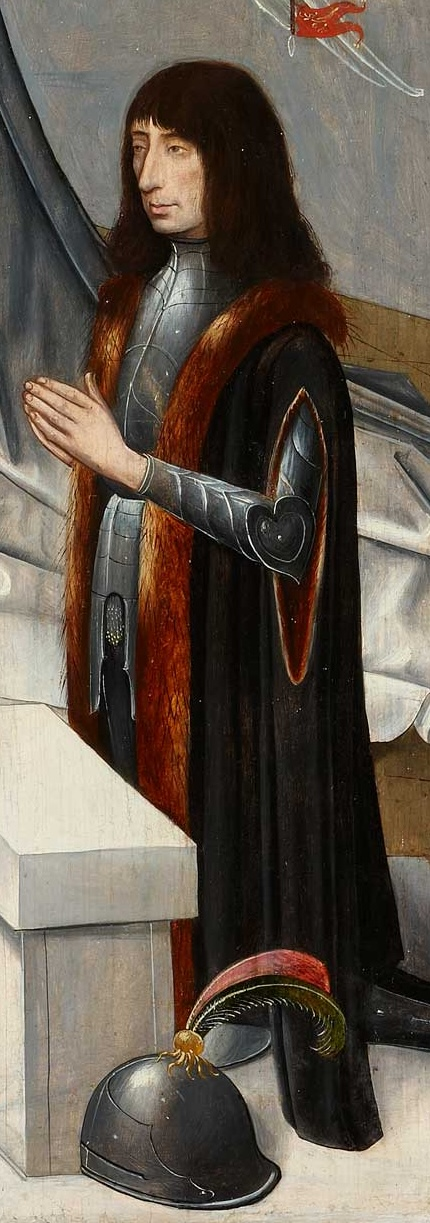
García Álvarez Cossines de Toledo, I Duque de Alba

García Álvarez Cossines de Toledo y Enríquez († 1488) war 1. Herzog von Alba (Duque de Alba).

## Leben
García war der Sohn von Fernando Álvarez de Toledo, Graf von Alba, und Mencía (oder María) Palomeque.
Den erblichen Herzogstitel erhielt er im Jahr 1472 von Heinrich IV., König von Kastilien, der die Grafschaft (condado) Alba de Tormes in ein Herzogtum umwandelte. Darüber hinaus trug er die Titel Señor de Valdecorneja, Marqués de Coria und Conde de Salvatierra.
Am fünfjährigen Erbfolgekrieg, den die kastilische Königin Isabella I. ab dem Jahr 1474 austragen musste, um ihre Erbansprüche gegen ihre Nichte Johanna (Juana la Beltraneja) und Teile des kastilischen Hochadels durchzusetzen, nahm García Álvarez de Toledo auf Seiten Isabellas teil. Zum Dank erhielt er im Jahr 1478 von Isabella die Lizenz, ein Schiff mit maximal 45 Tonnen an die afrikanische Westküste nach Guinea auslaufen zu lassen, wo Gold und Sklaven lockten. Ein Florentiner Kaufmann kaufte ihm in Sevilla diese Erlaubnis gegen 100.000 Maravedís ab.

## Nachkommen
García war verheiratet mit María Enríquez, Tochter von Fadrique Enríquez Mendoza, Admiral von Kastilien. Ihre Kinder waren:
- Fadrique Álvarez de Toledo, 2. Herzog von Alba
- Mencía de Toledo, ⚭ Beltrán de la Cueva (* Úbeda 1443, † 2. November 1492), 1. Herzog von Alburquerque, 1. Graf von Ledesma (Haus La Cueva)
- Teresa Toledo († 1487), ⚭ 1482 Pedro Manrique de Lara y Vivero († 29. Oktober 1515), 2. Graf von Osorno (1482), Señor del Ducado de Galisteo, Sohn von Gabriel Manrique de Lara y Téllez de Castilla (Haus Manrique de Lara)
- Francisca Álvarez de Toledo, genannt Francisca de Toledo y Enríquez, ⚭ 1476 Francisco Fernández de la Cueva (* 1463, † 1526), 2. Herzog von Alburquerque, Sohn von Beltrán de la Cueva, 1. Herzog von Alburquerque (Haus La Cueva), und seiner ersten Ehefrau Mencía de Mendoza y Luna († 1476),
- María Álvarez (oder Enríquez) de Toledo, ⚭ 1491 Gómez Suárez de Figueroa († 24. August 1505), 2. Graf von Feria, Sohn von Lorenzo Suárez de Figueroa
- Gutierre de Toledo († Segovia 20. August 1506).
- García Álvarez de Toledo, 1. Herr von La Horcajada, ⚭ Francisca de Solís, Tochter von Gutierre de Cáceres y Solís, 1. Graf von Coria, und Francisca de Toledo (aus dem Haus der Grafen von Oropesa)
- Pedro de Toledo, 1. Herr von Mancera, Salmora, Navarros, San Miguel, Montalbo und Gallegos (Diözese Ávila), ⚭ Leonor de Ayala, Tochter von Pedro López de Ayala, Comendador de Mora, und María Dávalos.
- Fernando Álvarez de Toledo († 1532), Herr von Villorias, Gran Halconero; ⚭ María de Rojas – Schwiegereltern von Don Diego Colón, da die Tochter María de Toledo den Sohn von Christoph Kolumbus 1508 heiratet.